# Памятник Шопену (Желязова-Воля)
Памятник Шопену — бронзовый монумент польскому композитору и пианисту-виртуозу в деревне Желязова-Воля Мазовецкого воеводства. Находится в парке возле дома, в котором родился Фридерик Шопен.
Автором является скульптор Юзеф Гославский. Постамент памятника разработала Ванда Гославская, жена скульптора.
Изображает сидящую фигуру композитора, находящего в процессе творчества. Размещен на постаменте из песчаника. Изготовление скульптуры было профинансировано городским музеем Stadtmuseum в Дюссельдорфе.
Построен в 1955 году, однако открытие состоялось 13 июля 1969 года к 120-летию со дня смерти композитора. Открытие памятника состоялось при участии тогдашнего вице-министра культуры и искусств Тадеуша Заорского. Существующая модель памятника несколько раз демонстрировалась во время выступлений на Международном конкурсе пианистов имени Шопена.

## Галерея

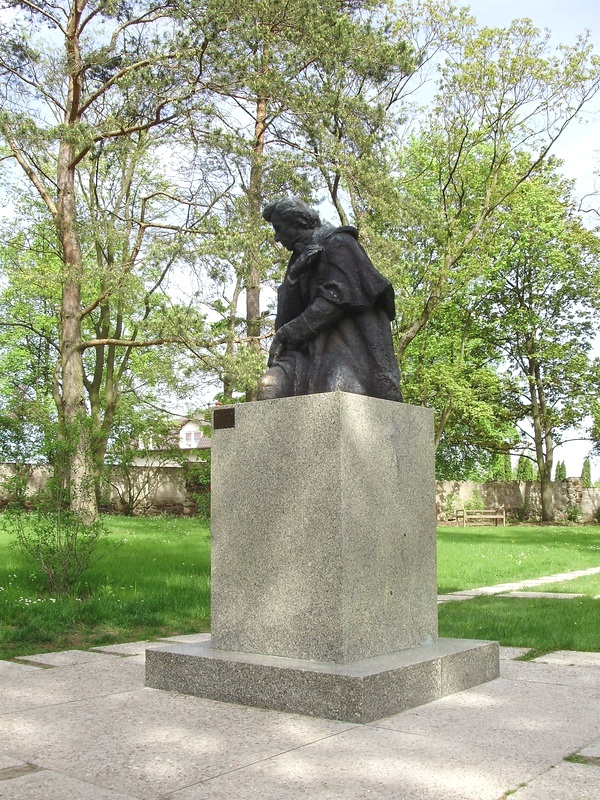
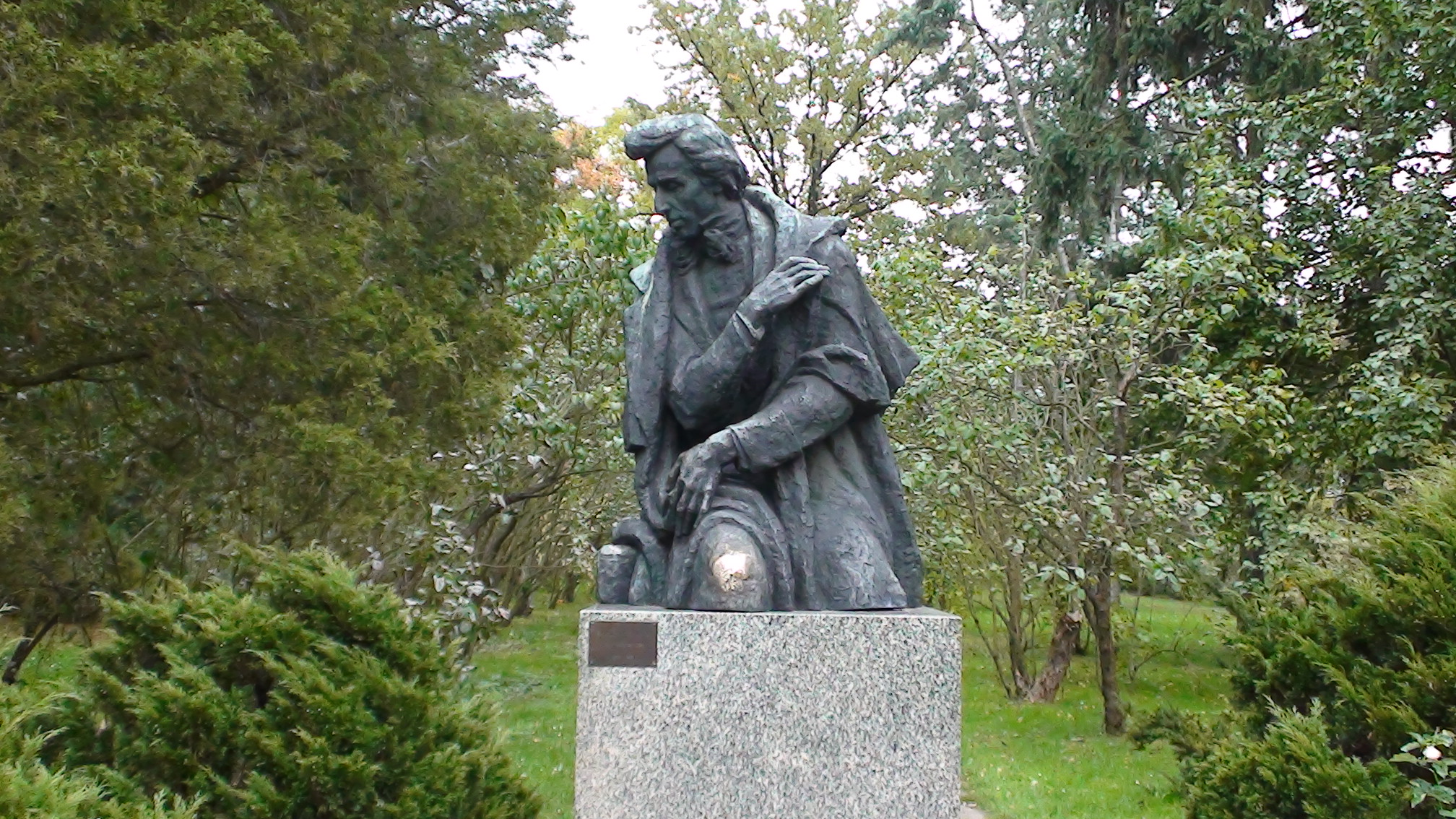
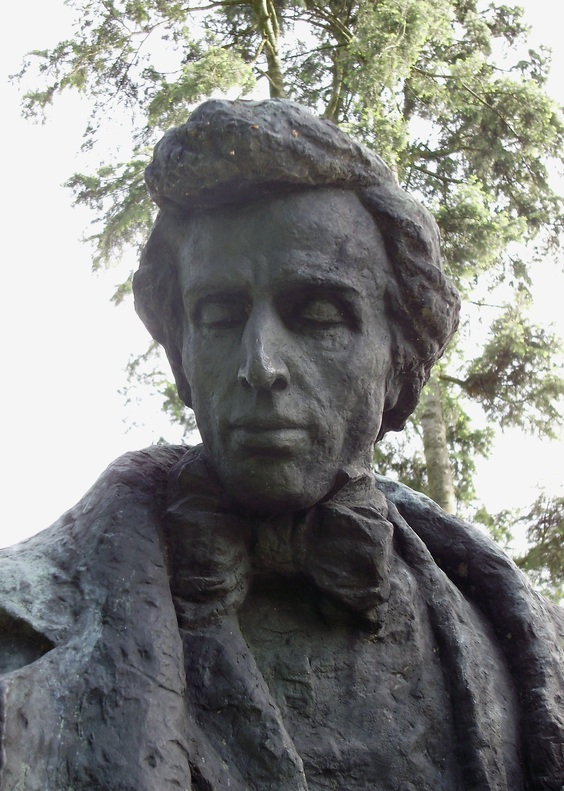
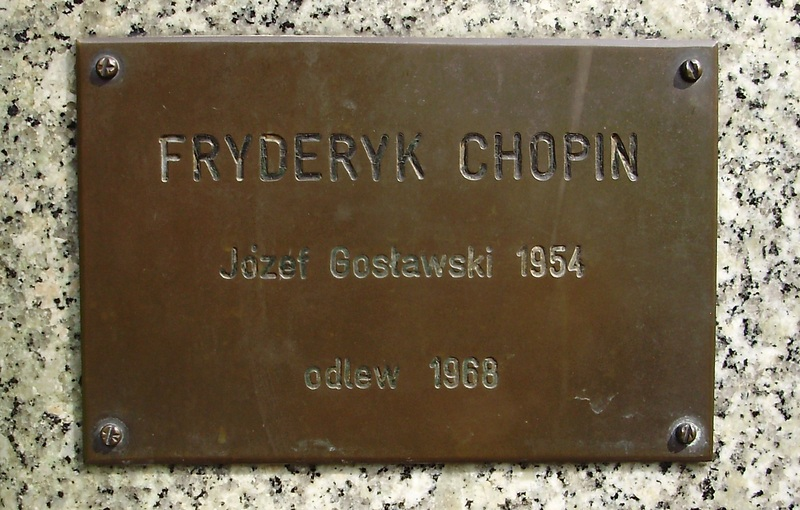